# Twitcher Rock
Der Twitcher Rock ist ein 55 m hoher Klippenfelsen im Archipel der Südlichen Sandwichinseln. In der Douglas Strait ragt er 1,1 km südöstlich der Morrell-Insel auf.
Teilnehmer der ersten russischen Antarktisexpedition (1819–1821) unter der Leitung von Fabian Gottlieb von Bellingshausen entdeckten ihn 1820. Wissenschaftler der britischen Discovery Investigations kartierten ihn 1930. Letztere benannten ihn nach John Montagu, 4. Earl of Sandwich (1718–1792), Erster Lord der Admiralität und auch bekannt unter dem Namen Jemmy Twitcher.